# Hyalonema lusitanicum
Hyalonema lusitanicum är en svampdjursart som beskrevs av Bocage 1864. Hyalonema lusitanicum ingår i släktet Hyalonema och familjen Hyalonematidae.
Artens utbredningsområde är Portugal. Inga underarter finns listade i Catalogue of Life.